# Głowienka (roślina)

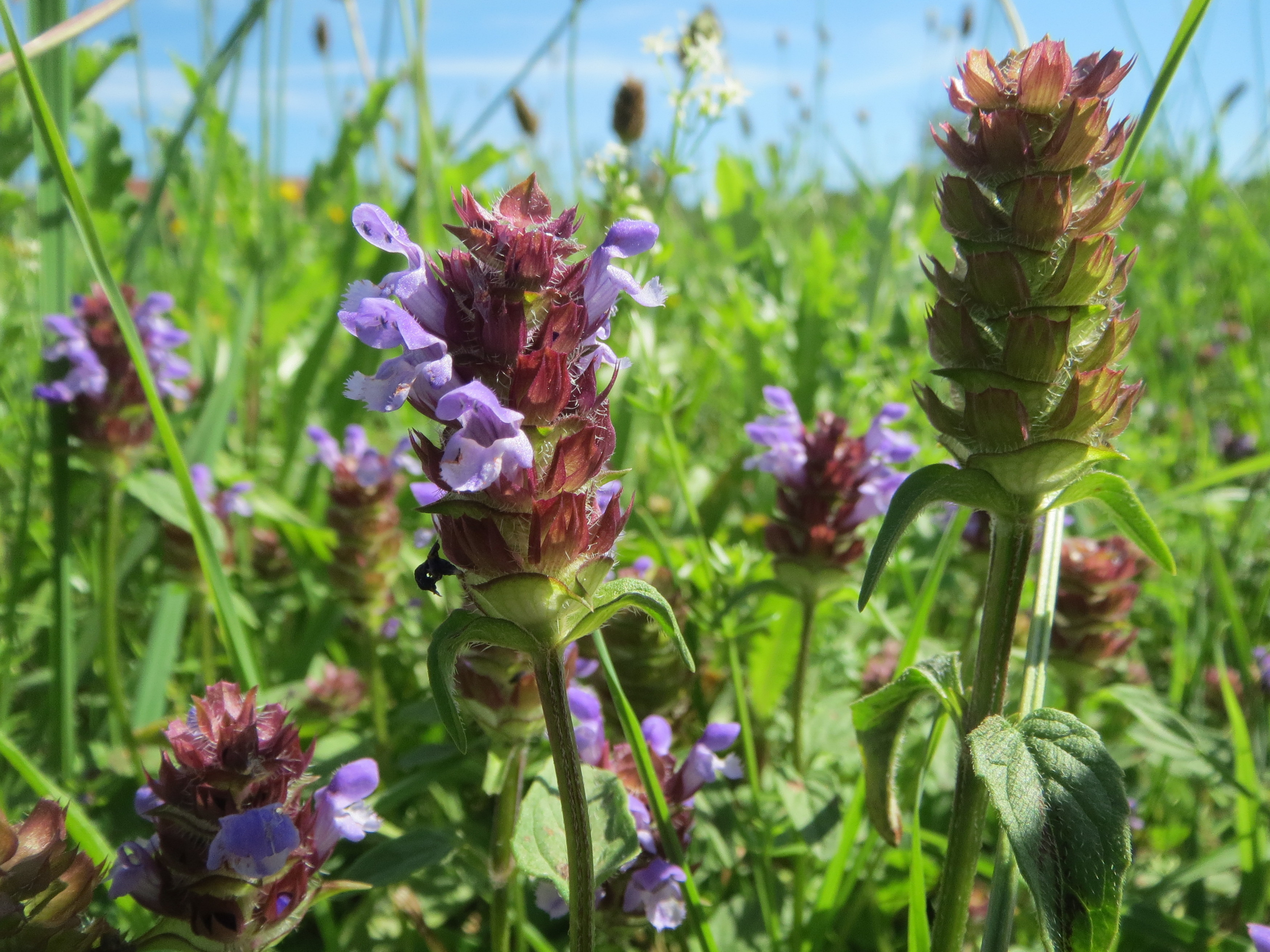
Głowienka pospolita

Głowienka (Prunella L.) – rodzaj roślin z rodziny jasnotowatych (Lamiaceae Lindl.). Obejmuje około 7–8 gatunków. Występują w Europie, Azji i północnej Afryce. Z czterech gatunków europejskich trzy występują w Polsce: głowienka kremowa P. laciniata, pospolita P. vulgaris i wielkokwiatowa P. grandiflora. Zasiedlają zarówno siedliska suche i nasłonecznione, jak i wilgotne i cieniste. Głowienka pospolita wykorzystywana była jako roślina lecznicza. Głowienka wielkokwiatowa i niektóre inne gatunki bywają uprawiane jako rośliny ozdobne.

## Morfologia
PokrójByliny o płożącej i podnoszącej się łodydze, korzeniącej się w węzłach, osiągające do 60 cm wysokości.
LiścieUlistnienie naprzeciwległe. Liście bezwonne, pojedyncze, całobrzegie lub pierzasto klapowane.
KwiatyDrobne, zebrane po 6 w okółkach gęsto skupionych w szczytowej części pędu, tworzących kłosokształtny kwiatostan. Kielich zrosłodziałkowy, tworzący dwie wargi, z których dolna ma trzy krótkie ząbki, a górna dwa dłuższe i węższe. Na rurce kielicha widocznych jest 10 wiązek przewodzących. Korona fioletowoniebieska, biała lub różowa. U nasady zrośnięte płatki tworzą rurkę rozszerzającą się ku gardzieli, zakończoną dwiema wargami. Górna warga kapturkowata, dolna z trzema łatkami, z których środkowa jest większa od bocznych. Cztery pręciki w dwóch parach, z czego dłuższa, dolna para wystaje z rurki korony, ale ukryta jest pod górną wargą. Zalążnia złożona z dwóch owocolistków, dwukomorowa, w każdej komorze z dwoma zalążkami. Szyjka słupka pojedyncza, z dwudzielnym znamieniem o równych ramionach.
OwoceCzterodzielne rozłupnie, rozpadające się na cztery pojedyncze rozłupki.

## Systematyka
Synonimy
Brunella Mill., Prunellopsis Kudô
Pozycja systematyczna
Rodzaj z rodziny jasnotowatych (Lamiaceae), w obrębie której zaliczany jest do podrodziny Nepetoideae, plemienia Mentheae i podplemienia Menthinae.
Wykaz gatunków
- Prunella albanica Pénzes
- Prunella × bicolor Beck – głowienka dwubarwna
- Prunella × codinae Sennen
- Prunella cretensis Gand.
- Prunella × gentianifolia Pau
- Prunella grandiflora (L.) Scholler – głowienka wielkokwiatowa
- Prunella hyssopifolia L. – głowienka hyzopolistna
- Prunella × intermedia Link
- Prunella laciniata (L.) L. – głowienka kremowa
- Prunella orientalis Bornm.
- Prunella prunelliformis (Maxim.) Makino
- Prunella × surrecta Dumort.
- Prunella vulgaris L. – głowienka pospolita